# Max Gaines
Max Gaines   (Nova York, 1894 - Lake Placid, 20 d'agost de 1947) Maxwell Charles Gaines (nascut Max Ginzberg / ˈɡɪnzbɜːrɡ /) va ser una figura pionera en la creació del còmic modern.
El 1933, Gaines va idear el primer fulletó de paper de diari grapat i a quatre colors, precursor del format de còmics en color que es va convertir en l'estàndard de la indústria americana del còmic. Va ser coeditor de All-American Publications, una empresa de còmics pionera que va introduir personatges de ficció duradors com Green Lantern, Wonder Woman i Hawkman. Va fundar Educational Comics, produint la sèrie Picture Stories from the Bible. Va ser autor d’un dels primers assajos sobre còmics, un fulletó de 1942 titulat Narrative Illustration, The Story of the Comics.
Després de la mort de Gaines el 1947, Educational Comics va ser assumida pel seu fill Bill Gaines, que va transformar la companyia (posteriorment coneguda com EC Comics) en un pioner del còmic de terror, ciència-ficció i satíric.

## Biografia
Max Ginzberg va néixer a la ciutat de Nova York, Nova York, en el si d'una família jueva. Maxwell Charles Gaines va ser descrit com un "home agressiu, turmentat, realista i decidit; de mentalitat dura". Quan tenia quatre anys, Gaines es va abocar massa a una finestra d'un segon pis i es va precipitar al buit, va caure sobre una tanca de fusta que se li va clavar a la cama. La cama li causaria dolor i molèsties durant la resta de la seva vida, agreujant el seu mal caràcter. Quan era adult, va desenvolupar un tarannà viciós i, segons el seu fill, William M. Gaines, "esperava el pitjor del seu fill i poques vegades estava decebut". Quan era adult, va desenvolupar un tarannà violent, segons el seu fill, William M. Gaines, "s'espera el pitjor del seu fill i poques vegades es va mostrar decebut". Gaines va reforçar contínuament aquesta creença descarregant les seves frustracions en el noi, colpejant-lo de manera salvatge amb un cinturó de cuir mentre cridava: "Mai seràs res!".

## Carrera
Gaines, va ser mestre, director d'escola primària, treballador de fàbrica de municions i en una merceria. El 1933 va començar una nova feina com a venedor a Eastern Color Printing, que imprimia tires còmiques del diari dels diumenges. Va pensar que ajuntant aquestes tires podrien crear publicacions promocionals, Gaines es va posar en contacte amb Harry L. Wildenberg, director comercial d'Eastern i el seu superior directe. Els dos necessitaven idees promocionals per a un client, Procter & Gamble, i van suggerir a l'empresa un llibre de reedicions a color de tires còmiques a mida de tabloide disponible a cinc cèntims i una etiqueta o cupó de qualsevol producte de Procter & Gamble. La companyia, però, va rebutjar la idea.
Sense desanimar-se, i amb la benedicció de Wildenberg, Gaines va produir Funnies on Parade, una revista de paper de diari de vuit pàgines amb la reimpressió de diverses historietes amb llicència de la McNaught Syndicate i la McClure Syndicate. Aquests inclouen tires tan populars com les dels dibuixants; Al Smith's Mutt and Jeff del dibuixant Ham Fisher, Joe Palooka i de Percy Crosby Skippy. Tanmateix, aquest periòdic no es venia ni estava disponible als quioscos, sinó que s’enviava gratuïtament com a article promocional als consumidors que enviaven cupons extrets dels productes de sabó i articles de tocador de Procter & Gamble. Es van fer deu mil còpies. La promoció va resultar un èxit, i Eastern Color aquell any va produir publicacions periòdiques similars per a Canada Dry, sabates Kinney Shoes, cereals Wheatena, Phillips’ Dental Magnesia, John Wanamaker Department Stores i altres, amb tirades d'entre 100.000 i 250.000.
Més tard, el 1933, Gaines va col·laborar amb Dell per publicar Famous Funnies: A Carnival of Comics, de 36 pàgines, seguit el 1934 per Famous Funnies, se'n varen publicar 218 números i és considerat el primer veritable còmic americà.

## All-American Publications
El 1938, Gaines i Jack Liebowitz van començar a publicar còmics amb material original sota el nom de "All-American Publications". En aquell moment, Liebowitz era copropietari amb Harry Donenfeld de National Allied Publications, la companyia precursora de DC Comics, i Donenfeld va finançar la creació de All-American de Gaines. All-American va publicar diverses antologies de superherois / aventures com All-American Comics i Flash Comics, així com altres títols. Durant un temps, All-American i National van compartir esforços de màrqueting i promoció, així com personatges. Diversos personatges de National (Starman, Doctor Fate, The Spectre) van aparèixer al costat de Green Lantern, Wonder Woman i Hawkman d'All-American a l'èxit All Star Comics d'aquesta companyia.

## Mort i llegat
El 20 d'agost de 1947, a Lake Placid, Nova York, Gaines, el seu amic Sam Irwin i el fill de 8 anys d'aquest últim, William Irwin, anaven a bord d'una llanxa motora quan va ser abordada per un altre vaixell. Gaines i l'ancià Irwin van morir en l'accident.
El fill de 25 anys de Max Gaines, William Gaines, va heretar EC i va canviar la direcció de la companyia.
Tot i que va continuar anunciant i venent números de títols educatius, Bill Gaines es va concentrar a afegir nous títols a la línia Entertaining Comics. Va substituir els llibres d'humor juvenil per títols dirigits a un públic més gran i fortament influït pel seu propi amor per la cultura popular. Aquests abastaven diversos gèneres mentre feia una transició del romanç (Modern Love) i dels westerns (Gunslingers) a la ciència-ficció (Weird Science), del terror (Tales from the Crypt) i de la sàtira (Mad de Harvey Kurtzman).
El 1985, Max Gaines va ser nomenat a títol pòstum com un dels homenatjats per DC Comics a la publicació del 50è aniversari de la companyia Fifty Who Made DC Great.